# 実用英語技能検定

英検のロゴ

実用英語技能検定（じつようえいごぎのうけんてい、英: EIKEN test）は、公益財団法人日本英語検定協会 (Eiken Foundation of Japan) が実施する日本の英語の語学検定である。略称・通称は英語検定または英検。
協会は実用英語技能検定の他に英検Jr.（旧・児童英検）・英検IBA・IELTS・TEAP・BULATSなどを合わせて「英検」ブランドと総称している。

## 試験
2016年1月までの1次試験に関しては、1次試験の解答方法は4肢選択を基本としており、2004年度から2015年度までの準1級の英作文は電子メールの返信という形式で100ワード前後、および1級ではエッセイ形式で200ワード前後の英作文が含まれていた。そして、1級から3級までの1次試験合格者は、2次試験として面接委員との英語による英語面接試験が実施される。また4級及び5級は、2016年度より希望者のみの録音型スピーキングテストを受けることができるようになった。

### 級
| 級          | レベル                       | 日本の学校教育 | CEFR |
| ----------- | ---------------------------- | -------------- | ---- |
| 1級         | 広く社会生活で求められる英語 | 大学卒業程度   | C1   |
| 準1級       | 社会生活で求められる英語     | 大学中級程度   | B2   |
| 2級         | 社会生活に必要な英語         | 高校卒業程度   | B1   |
| 準2級プラス | 身近な社会生活に必要な英語   | 高校中級程度   | A2＋ |
| 準2級       | 日常生活に必要な英語         | 高校中級程度   | A2   |
| 3級         | 身近な英語の理解と使用       | 中学卒業程度   | A1   |
| 4級         | 簡単な英語の理解と表現       | 中学中級程度   | N/A  |
| 5級         | 初歩的な英語の理解と表現     | 中学初級程度   | N/A  |

5級(中学初級程度)・4級（中学中級程度）・3級（中学卒業程度）・準2級（高校中級程度）・2級（高校卒業程度）・準1級（大学中級程度）・1級（大学卒業程度）が設定されている。なお隣接した級であれば、2つの級の試験を同一試験日に受けることのできる「ダブル受験」制度がある。
5級および4級は1次試験のみで合否の判定が行われる。3級 - 1級では2次試験があり、1次試験で合格基準を満たした受験者は2次試験を受験することができる。ただし、2016年度から4級及び5級においてもスピーキング・テストが導入され、4級及び5級は1次試験の合否にかかわらず全ての受験者がスピーキング・テストを受験することが可能であり、筆記試験とスピーキング・テストの合否は別個に判定される。
英検1級は非常に難関な資格として知られており、TOEICで900点以上獲得できる人でも合格するのは難しく、英語教師（中学校、高等学校）でも英検1級に合格できる実力を有する者は少数とされている。ちなみに全国の公立中学校および高等学校を対象とした平成30年度の調査によると、英検準1級以上またはTOEIC730点以上の資格を有する英語教師の割合は、中学校教員で36.2%、高校教員で68.2%であった。それどころか、英語のネイティブスピーカーから見ても英検1級は難しい試験であると言われている。
2025年度より、準2級と2級のギャップを埋めることを目的に、両級間に新たな級を設ける予定であると発表され、その後名称を準2級プラス(Grade Pre-2 Plus)とすることが公表された。

### 一次試験
一次試験では各級とも筆記試験に引き続きリスニングテストが行われる。5級・4級の解答はマークシート方式で行い、3級・準2級・2級・準1級、および1級ではマークシート方式、および英作文問題が記述式となっている。
2004年度の第1回の試験より、準2級・2級ではリスニングが20問から30問に、筆記が50問から45問になった。
英作文が加わったため、試験時間が長くなった。
2016年1月までの英作文の問題は、準1級では100語程度で電子メールの返信を執筆する問題であり、1級では200語前後で政治や社会問題などに関する指定されたトピックに関して指定されたキーワードを用いて記述する。筆記試験とリスニングテストを総合した評価が各級の合格基準を満たす場合に一次試験合格となる。
また、日曜日に実施された直近3回分の試験問題、リスニング問題の音声・解答・英作文解答例が、実用英語技能検定の公式ウェブサイトに掲載される（2017年3月現在）。
一次試験では試験後に問題冊子を持ち帰ることができる。
そして、一次試験の解答は試験の翌日に実用英語技能検定の公式ウェブサイト上で公開される。その後、2015年度までは一次試験の合格最低点が公表され、各々の受験者の合否や得点がインターネット上の個人のアカウント上で発表される。
また、一次試験の問題文は1級と準1級は英語で記載され、2級 - 5級は2015年10月に実施された2015年2回までは日本語で記載されていたが、2016年1月に実施された2015年3回からは日本語・英語・朝鮮語・中国語・スペイン語・ポルトガル語のいずれかの言語で記載されるようになった。

### 二次試験
- 日程にはA日程とB日程とC日程があり、協会から発送される一次試験成績表の右上に二次試験受験票の日程が記載されている。なお、日程を選択することはできない。
- 二次試験は日本人または外国人の面接委員との個別面接であり、1級では面接委員2人、準1級以下では面接委員1人と自由会話、スピーチ、質疑応答を行う[29]。
- 二次試験では、コミュニケーションを図ろうとする態度（「アティチュード」）が1997年度の試験より採点内容に含まれている[30]。
- 二次試験の結果が合格であれば総合合格となり、後に合格証書・合格証明書・二次試験の詳細な試験結果などが郵送される。
- 一次試験のみ合格し二次試験に不合格または欠席した場合、以後1年間は再受験の際に申請することで一次試験が免除される[31]。
- 二次試験では問題カードを持ち帰ることはできない。また、試験中の録画・録音・撮影やメモを取ることも禁止されている[29]。
- 二次試験は本会場でのみ実施される。

### 障害者向け措置
英検の中で1級 - 4級の都道府県庁所在地の本会場試験と、2級 - 5級の準会場試験とで受験者の申請に基づいて障害者に関する特別措置を講じている。2007年の調査によると、英検の視覚障害者向けのリスニングは音声指示のみで行われ、選択肢や設問を読む必要のある視覚障害者向けセンター試験英語リスニング試験より受験者にとって易しい。二次試験の場合、A日程になった。英検S-CBT試験の開始に伴い、障害者向け特別措置のための英検S-Interview試験が開発された。

#### 英検S-Interview
障害などでCBT試験では対応困難な受験者向けに英検S-Interview試験が年3回行われている。本試験は困難な事情（障害種別・障害程度等）に応じた配慮がメニュー化されている。出題回答方式は原則として従来型英検に準じ、配慮によって適宜変更が加えられる。従来型英検と異なり、1次試験の点数による足切りは行われず、受験者全員が2次試験（スピーキング）を受験することができる。当初は1次試験（リスニング・リーディング・ライティング）の受験も必須であったが、2021年度第2回試験より従来型英検同様に1次試験免除資格の有効期間内であれば本試験でも1次免除が行われるようになった。

### 2016年度第1回検定からの変更点
2016年度第1回検定より、以下の点が変更となる。
- 2級の一次試験に英作文の記述問題が導入された[34][35]。1級の英作文のワード数が200ワード前後から200乃至240ワード前後へと増加し、問題文においてあらかじめ記載されていた6つのキーワードのうち3つを選択するという形式が廃止された。そして、準1級の英作文に関しては、ワード数は100ワード前後から120乃至150ワード前後へと増加し、従来の電子メールの返信という形式からエッセイ形式へと変更された。
  - 2017年度第1回より準2級と3級においてもライティングが導入される。(QUESTIONに答える形式)
- 2016年度から、4級と5級にスピーキングテストが導入された。[35]。ただし、これは一次試験の結果に関係なく受験でき、また級の認定には影響を与えない。[36]4または5級スピーキングテスト合格となる。級認定ではない。

### 2024年度第1回検定からの変更点
2024年度第1回検定より、以下の点が変更となることが発表された。

#### 一次試験
- 1級、準1級、2級のライティングでは2023年度以前までの1題から2題に問題数が増加され、要約問題が新たに追加される。
- 準2級、3級ではライティングでは2023年度以前までの1題から2題に問題数が増加され、Eメール問題が新たに追加される。
- 上記の問題数増加に伴い、リーディングの設問数が削減される。

##### 二次試験
- 準１級のNO.4の問題に、話題導入文が追加される。

### 英検S-CBT
正式名称：英検2020 1 day S-CBT
英検CBTと同様に、1日で4技能すべてを受験可能な方式。
問題内容はコンピュータ画面上に表示されるが、リーディングテスト、リスニングテスト、ライティングテストは解答用紙にマークまたは記述する、PBT方式となる。2021年度第1回からはライティングテストの方式が筆記とPC画面上へのタイピングから選択可能となった。
スピーキングテストはヘッドセットを装着し解答を録音する吹込み式となる。どの技能も問題形式・難易度は通常の英検（紙媒体）と同一である。
英検CBTとの違いとして解答をマウス・キーボードで解答するものがCBT、解答用紙への鉛筆での記述がS-CBTという区別がなされていたが、2021年度第1回より回答方式をライティングは選択制・リスニングとリーディングはマウスとキーボードでの回答方式としたうえでS-CBT方式に一本化されている。
合格した場合は通常の英検と同じ資格が得られ、合格証書・合格証明書も同じものが発行される。

## 過去に実施された形式

### 英検CBT
準1級・2級・準2級・3級が、2019年10月現在、決められた試験日に16都道府県の会場でコンピューターを使って受けられる。1日で4技能すべてを受験可能であった。
問題形式・難易度は通常の英検（紙媒体）と同一である。
CBTで合格した場合、通常の英検と同じ資格が得られ、合格証書・合格証明書も同じものが発行された。
2021年度第1回試験より前述の英検S-CBT試験に統合された。

## 採点
1級 - 5級の8つの級における合否で評価され、2015年度からCSEスコアも併記される。
読むこと・聞くこと・話すこと・書くことの4つの技能について、各級ごとの合格者の自信の度合いを表す「英検Can-doリスト」がまとめられている。

### CSEスコア
英語の技能ごとの能力を絶対指数で示した、つまり級を横断して同じ尺度として扱うことのできるCSEスコアが、2015年度第1回試験の成績表から併記されるようになった。又、2016年度第1回試験からはこのCSEスコアで合否が判定されるようになった。
2024年2月現在、5級と4級ではリーディング・リスニングの2技能を、3級より上ではライティングを加えた4技能を評価する。
各級での合格の基準となるCSEスコアは以下の通りである。なお、なお5級と4級についてはリーディングとリスニングの一次試験の合否に関係なくスピーキングテストを受験できるため、以下のスコア一覧では参考として()表記でそれらのスコアを示す。また同じ級であればどの技能も満点は同じである。
|             | リーディング リスニング ライティング | スピーキング |
| ----------- | ------------------------------------ | ------------ |
| 1級         | 2028                                 | 602          |
| 準1級       | 1792                                 | 512          |
| 2級         | 1520                                 | 460          |
| 準2級プラス | 1402                                 | 427          |
| 準2級       | 1322                                 | 406          |
| 3級         | 1103                                 | 353          |
| 4級         | 622                                  | (324)        |
| 5級         | 419                                  | (266)        |

### 英検バンド
合格ラインに対してどの程度の実力だったのかを示す指標。「G○±○」というように表され、Gの次の数字は受験級（準1級・準2級はそれぞれGP1,GP2となる）を表す。±0が合格ラインで、+であれば合格、－であれば不合格である。

### 2級A
2級については、合否通知などには表記されないが、CSEスコア2150点以上で合格した場合は「2級A」という資格となる。この基準は合格点と同じように固定されている。

## 受験者
2018年度の志願者数は実用英語技能検定、英検Jr.、英検IBAを合わせて約386万人。志願者の割合は、高校生以下が88%（2018年度）。2012年度の場合2級から5級の受験者が実用英語技能検定受験者の96%を占めた。

### 受験料
受験料は値上げが続いた結果、2002年度までの3級の受験料が2,000円が2024年度に6,900円、1級の受験料が5,500円から12,500円になるなど高額化している。それを受けて、一部の自治体は学生の受験料を補助している。

## 実施会場
一次試験の実施会場としては、協会が指定する「本会場」、および団体による申し込みでかつ本会場でない場合に、その団体が設定する「準会場」（5級から2級のみ）がある。
本会場での試験は日本、アメリカ（ニューヨーク・ロサンゼルス・ホノルル）、およびイギリス（ロンドン）で行われる。日本では受験者が申込時に選択した希望受験地を基に会場が指定され、場合によっては受験者が選択した希望受験地に隣接した地域が試験会場になる場合もある。なお、本会場での試験は、原則として大学・高等学校・中学校・専門学校などの教育機関が会場になっており、場合によっては受験する際に上履きを持参しなければならない場合もある。
二次試験は本会場のみで実施される。二次試験の希望会場は一次試験受験の際に選択でき、一次試験とは異なる地域も選択可能である。なお、1級の二次試験会場が設置されるのは札幌・仙台・新潟・東京・横浜・名古屋・京都・大阪・広島・福岡、及び那覇のみである。
一次試験は、本会場の場合は6月・10月・1月の日曜日に実施されている（2017年1月現在）。準会場の場合は、本会場と同じ受験日である日曜日の他、その前日の土曜日にも実施される。また、団体が中学・高校の場合は金曜日にも実施される。金曜日・土曜日・日曜日の試験、海外試験会場での試験、及び2級と準2級のCBTの試験はそれぞれ他の問題が用いられる。

## 歴史
- 文部省社会教育審議会の1961年の答申を受けて、1963年日本英語検定協会が設立され、文部省の後援を受けて同年8月に第1回検定が実施された[57][1]。1級 - 3級が設けられ、志願者数は37,663名であった[1]。
- 1966年、4級が新設される[1]。
- 1968年2月、社会教育上奨励すべきものとして技能審査認定制度により文部省（現文部科学省）から認定を受ける[1]。
- 1987年、準1級及び5級が新設される[1]。
- 1994年、準2級が新設され[1]、聴解力試験の名称はヒアリングからリスニングへ変更し、また年間受験者数が300万人を超えた。
- 2001年、すべての級が年3回実施となる[1]。
- 2003年、イギリスのケンブリッジ大学ESOL Examinationsと業務提携を行い共同研究を行うことに合意[要出典]。
- 2005年に文部科学省の技能審査認定制度が廃止されたことにより、2006年、文部科学省「後援」の検定となる[1]。
- 2012年4月、日本英語検定協会が公益財団法人へ移行[1]。
- 2020年4月、準1級・2級・準2級・3級の英検S-CBTが新設される。
- 2021年4月、英検CBTと英検S-CBTが統合され、英検S-CBTが存続。
- 2025年、2級と準2級の中間の難易度をもつ級として、新たに準2級プラスを新設[58]。新たな級が新設されるのは31年ぶりとされる。

## 認知

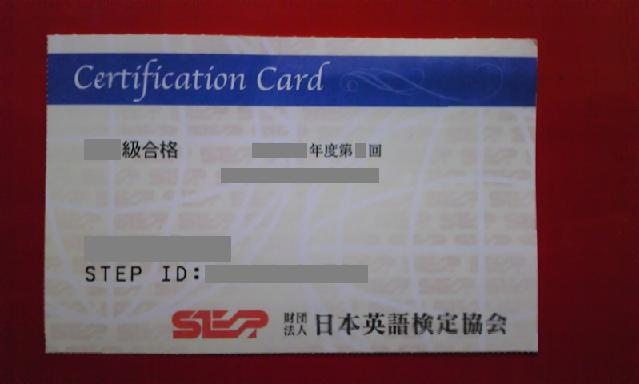
写真は「Certification Card」。合格者には合格証書（「Certificate」、英文）、合格証明書（和文および英文）、およびCertification Cardが授与される。

実用的であることから人気を集めている。
中学校・高等学校・大学・大学院などでは、取得級に応じて合格判定で優先されたり、内申点に加算されたりする優遇措置がある他、入学後に英語科目の単位として認定されることがある。また、一定の級やスコアの取得が出願条件になっている場合もある。
1級の合格者は、「通訳案内士試験」の筆記試験のうち「外国語（英語）」が免除される。準2級から1級の取得者は、「高等学校卒業程度認定試験」の試験科目「英語」が免除となる。
2級以上の合格者は、警視庁の警察官採用試験の第1次試験の成績の一部に利用される。
工業高等学校のジュニアマイスター顕彰制度では、準1級から1級の合格者には30ポイントが、2級合格者には20ポイントが、準2級合格者には7ポイントが付与される。
来日する外国人の増加に伴い、警備会社ないしビルマネジメント会社の常駐警備や交通・イベント警備では一定の語学力が求められる場面があるため、正規雇用や学生アルバイト等の雇用形態に関わらず、当該検定の合格者が採用で優遇される事がある。
日本英語検定協会によれば、実用英語技能検定は、アメリカ合衆国・オーストラリア・カナダ・ニュージーランド等で約400の教育機関で認められている。
英検を留学資格として利用する場合は、合格証明書の発行日より2年間有効であり、また出願先が独自に有効期間を設けている場合がある。留学以外の目的では取得した資格は半永久的に利用できる。
都道府県教育委員会のうち3分の1が語学教師の就職選考で英検スコアを要求する。全国の公立中学校および高等学校を対象とした平成30年度の調査によると、英検準1級以上またはTOEIC730点以上の資格を有する英語教師の割合は、中学校教員で36.2%、高校教員で68.2%であった。
英検は個人が学習の進捗を測るのに使うよう設計されており、コミュニケーション能力または英語運用能力の水準を判定するには不十分だとEdward Sarichは2012年に評した。

## 政府の関わり
1963年に日本英語検定協会が設立され、同年に文部省後援の下に同協会が第1回実用英語技能検定（英検）を実施した。1968年2月に文部省が英検を認定の技能検定とした。2000年4月に文部科学省が認定の法的根拠を告示から省令に変更。ジャーナリストの北沢栄は政府が民間の事業にお墨付きを与えることを過剰な関与であるとしてこれを批判した。
平成12年12月の「行政改革大綱」（閣議決定）により公益法人への国の関与が見直され、英検への推薦が廃止されることになった。
「公益法人に対する行政の関与の在り方の改革実施計画」の一環で技能審査制度が廃止された2006年以後は文部科学省が後援している検定試験のひとつである。

## 大学入試共通テストへの提供
文部科学省は従来の「読む」・「聞く」だけでなく「話す」・「書く」能力（4技能）を含めての試験が求められている反面、大学入学共通テストでそれを実現することは困難であるとして、既に社会的に認知された民間の資格・検定試験の結果を大学入試に利用する方針を2017年に決め、そのための「大学入試英語成績提供システム」を2020年4月から導入することを告知した。
2017年12月に英検はこれに参加することを表明した。
文部科学省は2019年11月1日に英検をはじめとした英語民間試験の利用を延期を決定し、大学共通テストで民間試験を利用するために必要な個人IDの申し込みを中止した。文部科学省は英検及び民間試験の利用による不公平、具体的には地方と都市部の英検などの英語民間試験の会場数の差、受験料が高額なための経済的な不平等などの点が不満として寄せられていることを理由として挙げた。
これを受けて英検協会は既に予約申し込みをして料金を支払っていた受験者のキャンセルを当初の日程を変えて2019年12月に受け付けた。